# Елшанка (приток Урала)
Елшанка — река в Оренбургской области России. Впадает в Урал справа в 1707 км от устья.
Берёт начало близ города Гая, протекает через Орск.

## Исторические сведения
На берегах Елшанки в 1932 году началось масштабное промышленное и жилищное строительство промышленного Орска. На левом берегу разместилась промзона, а на правом — Соцгород. Многолетние нерациональные нагрузки на реку привели к её деградации, экстремальным загрязнениям нефтепродуктами, тяжёлыми металлами и другими вредными веществами.
В 2007 году в Орске начата трёхлетняя программа по санитарной очистке реки. В 2008 году обнародованы планы строительства парка и набережной зоны рекреации.